# 고틀리프 두트바일러
고틀리프 두트바일러(독일어: Gottlieb Duttweiler, 1888년 8월 15일 – 1962년 6월 8일)는 스위스의 사업가이자, 정치가였으며, 식료품점 미그로 체인과 정당 독립동맹(Landesring der Unabhängigen)의 창립자였다.

## 생애
두트바일러는 취리히에서 태어났다. 1925년 5대의 차량으로 시작한 그의 미그로는 결국 매장을 열었고, 오늘날 스위스의 주요 식료품 체인 중 하나이다. 그의 성공 비결은 중개자를 배제하여, 소비자에게 생필품을 제공하는 데 있었다. 그 결과 많은 생산자들이 처음에 미그로를 보이콧하기로 결정했고, 두트바일러의 미그로는 누락된 제품을 자체적으로 제조하거나, 포장했다. 1941년에 고틀리프와 그의 아내 아델 두트바일러는 미그로의 소유권을 협동조합으로 고객에게 양도했다. 두트바일러는 또한 미그로가 문화, 운동과 취미 관련 활동에 수익의 일정 비율(총 수익에서 실제)을 기부하도록 요구했다. 이것은 미그로-클럽-스쿨즈와 여러 취미 과정으로 이어졌다.
그는 또한 고틀리프 두트바일러의 이름을 따서 명명된 후기 연구소의 부지에서 소위 임그뤼에네 공원 또는 두티공원(Dutti-Park)을 시작했다. 1949년, 그는 1956년 미그로 그룹에 통합된 구 Buchclub Ex Libris에 참여했다. 취리히에 기반을 둔 취리히 해운(Reederei Zürich AG)은 독일 함부르크의 HC Stülcken Sohn 조선소에서 발주한 화물선 아델이다. 1952년 7월 15일 함부르크에서 진수된 이 배는 미그로 협동조합 연맹(Migros Genossenschaftsbund)을 대신하여 고틀리프 두트바일러의 아내인 아델 두트바일러에 의해 명명되었다. 1958년에 그는 미그로 은행을 설립했다.
두트바일러는 1936년 12월 30일, 정당 독립동맹(Landesring der Unabhängigen)을 설립했다. 아델과 고틀리프 두트바일러는 미그로 체인의 미래 작업을 창립법에 따라 협동조합으로 보장하기 위해 〈아델과 고틀리프 두트바일러 재단〉(Adele und Gottlieb Duttweiler Stiftung)을 설립했다.
1962년 6월 8일, 두트바일러는 취리히에서 사망했다. 뤼슐리콘의 고틀리프 두트바일러 연구소는 그의 사후에 설립되었다.
1970년부터 고틀리프 두트바일러상이 수여되기 시작했다. 하벨 체코 대통령, 코피 아난 등의 역사적 인물이 수상을 했고, 2019년에는 인공지능 IBM 왓슨이 수상했다.

## 화보

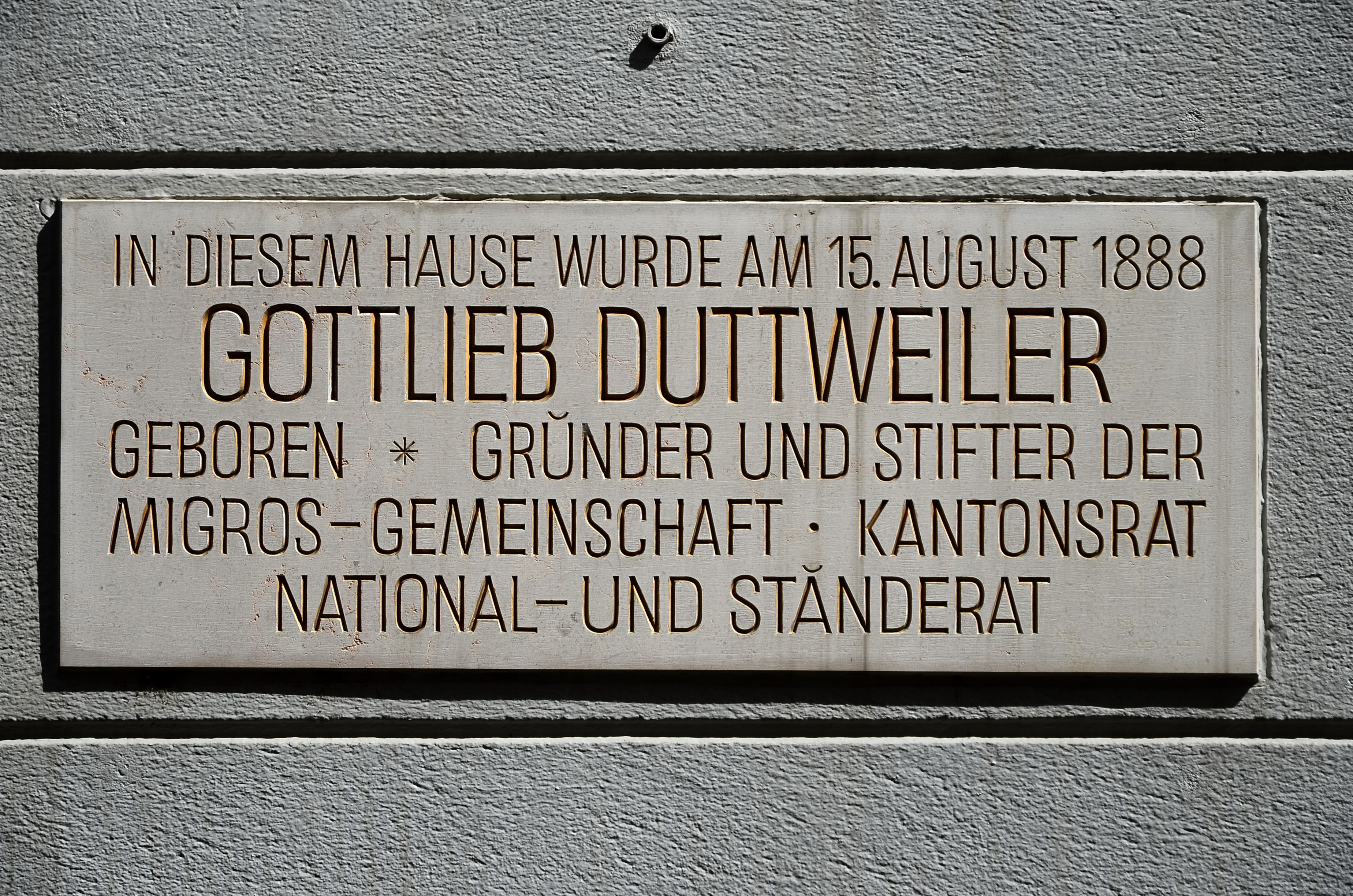
Strehlgasse 13번지의 명판, 취리히 두트바일러의 탄생지인 취리히 린덴호프
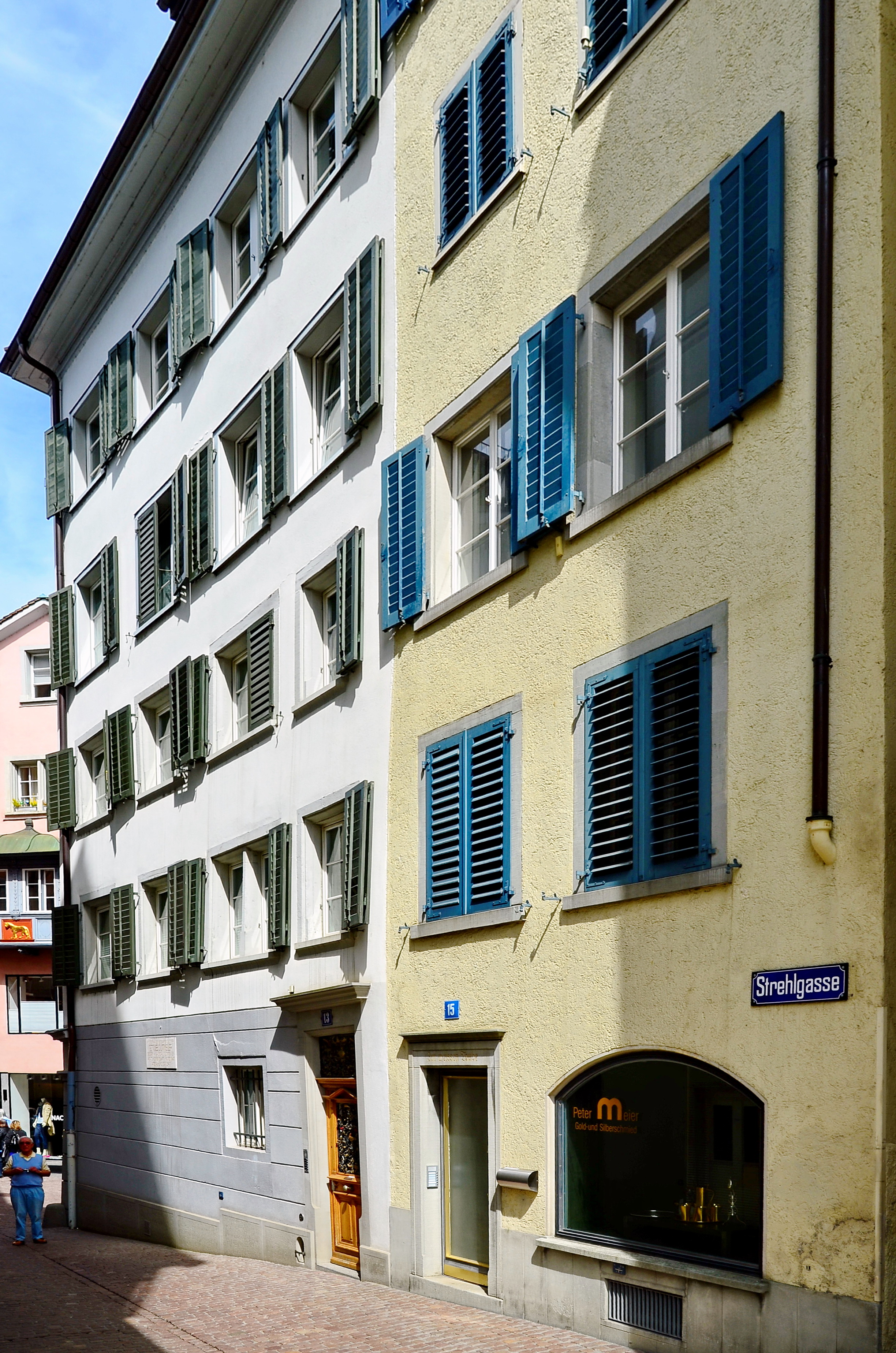
Strehlgasse 13
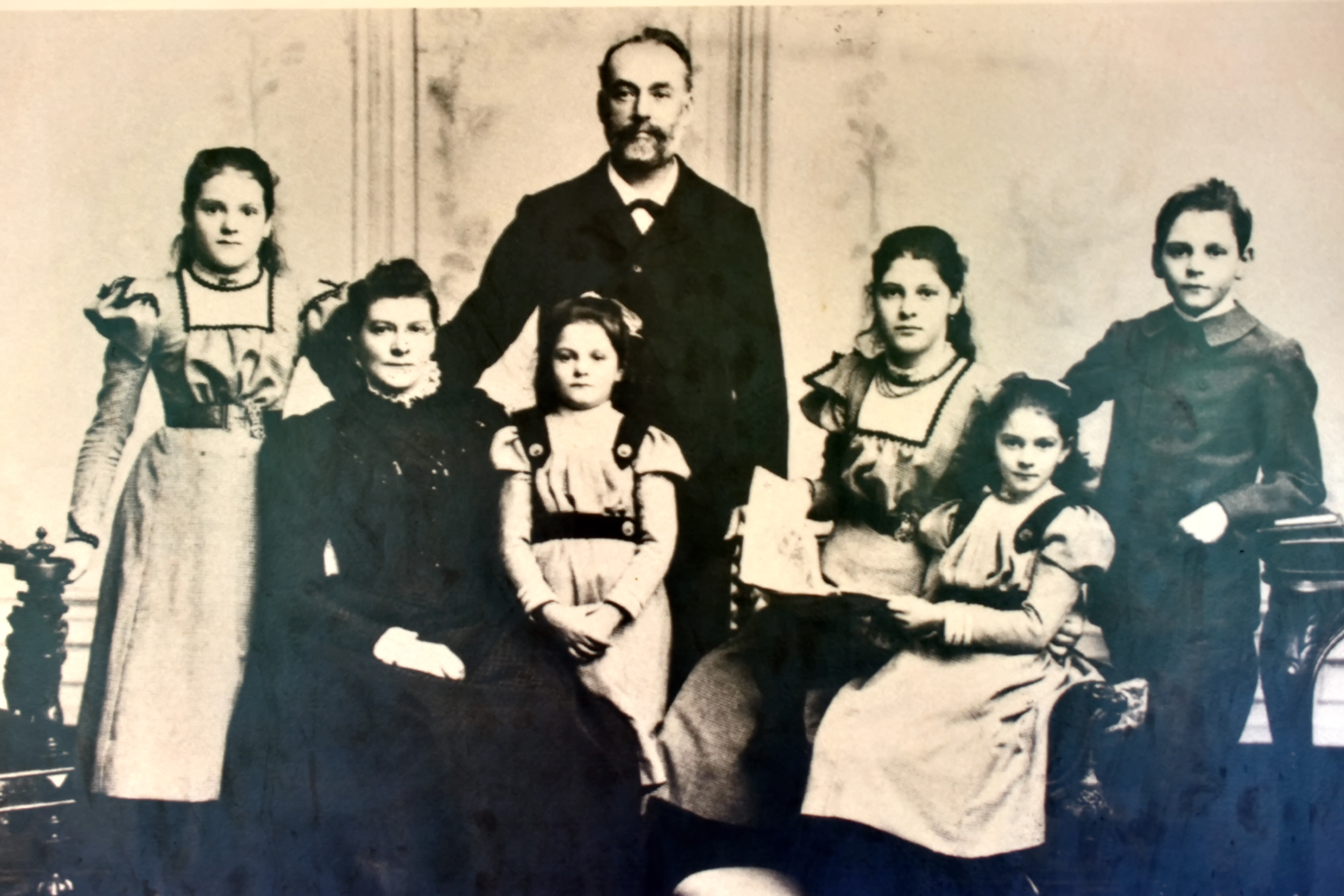
고틀리프와 두트바일러 가족